# Мэзер, Инкриз
Инкриз Мэзер (англ. Increase Mather, /ˈɪnˈkriːs/ /ˈmæðər/ 1639—1723) — американский пуританский богослов, президент Гарвард-колледжа в 1681—1701 годах. Автор многочисленных богословских сочинений. Известен своим участием в процессе над салемскими ведьмами в 1692—1693 годах. Отец богослова Коттона Мэзера.

## Биография

### Происхождение и становление
Многие поколения Мэзеров жили в Ланкашире, недалеко от Ливерпуля. Семья была бедна, и первым из Мэзеров достиг некоторой известности Ричард Мэзер (1596—1669). Уже в раннем возрасте он проявлял склонность к пуританскому направлению. С 1611 он преподавал в школе Токстиса, а в 1618 году был рукоположён в священники. В Токстисе Ричард женился на Кэтрин Холт (Kathrine Holt или Hoult), и несколько лет спустя пара переселилась в собственный дом неподалёку. Воскресные проповеди Ричарда Мэзера в Токстисе пользовались популярностью, священника приглашали и в другие приходы. С восшествием на престол Карла I положение пуритан ухудшилось. С 1634 года Ричард стал задумываться о переезде в Новую Англию, и 17 августа 1635 года семья Мэзеров, в которой к тому времени было четверо сыновей, прибыли на корабле «James» в Бостоне. По совету друзей, Ричард поселился в Дорчестере. Считавшийся тогда одним из крупнейших городов колонии Массачусетского залива, Дорчестер представлял собой большую деревню. В апреле 1636 года местная община приняла решение о строительстве новой церкви, и уже в августе Мэзер был избран в ней учителем (Teacher) — духовным лидером примерно 35 человек.
Инкриз Мэзер родился 21 июня 1639 года в Дорчестере. Два дня спустя Ричард окрестил сына в своей церкви, назвав его Инкризом, что означало «Прирост всякого рода, о котором никогда нельзя забывать, которым Бог благословил эту страну ко времени его рождения». Хотя жители проголосовали в поддержку создания бесплатной школы, должность учителя часто была вакантной. Читать Инкриза научила его мать, о которой почти ничего не известно. В зрелые годы Инкриз вспоминал о её молитвах ниспослать младшему сыну благодать и учёность. Начальные знания латыни и греческого языка Инкриз получил от отца. В 1651 году, вместе со своим старшим братом Илизером (Eleazar, 1637—1669), был отправлен на учёбу в Гарвард-колледж, находившийся в 10 милях от их дома. Там мальчикам пришлось выдержать вступительный экзамен на латыни: они переводили Вергилия, Цицерона и других римских авторов. Возможно, им также пришлось составлять латинские стихи и отвечать на вопросы тогдашнего президента колледжа, Генри Данстера. Благодаря ли собственным знаниям, или репутации отца, братья были зачислены. Согласно сохранившимся записям, стоимость обучения за первый год составила 20 бушелей пшеницы стоимостью £20, и две коровы, каждая по £5. Основанный в 1636 году Гарвард-колледж в 1650-х годах уже являлся солидным учебным заведением с несколькими корпусами и значительной библиотекой. Хартия 1642 года обозначала в качестве его целей распространение «благочестия, морали и образования», а в 1650 году к целям было добавлено «распространение всяческой хорошей литературы, искусств и наук», а также «наставление английской и индейской молодёжи в знаниях и богоугодности». В числе предметов были как светские, так и богословские дисциплины. Жизнь в стенах колледжа была достаточна сурова, и через полгода, ввиду слабого здоровья сына, Ричард договорился со знакомым священником Джоном Нортоном, что первые несколько лет Инкриз проведёт в его доме в Ипсуиче. Биограф Мэзера Кеннет Мёрдок описывает Нортона как наиболее полное воплощение пуританина — нетерпимый, жёсткий в отношении врагов веры и своей общины, учёный автор, сильный лидер и преданный друг. Сам Мэзер вспоминал его с любовью и признательностью. В 1653 году, после смерти известного богослова Джона Коттона, Нортон получил престижное назначение в Первую церковь Бостона, и Инкриз переехал вместе с ним вернулся в столицу колонии. В бостонском доме Нортона, оправившись после тяжёлой болезни, Инкриз Мэзер начал проявлять первые признаки религиозного рвения. Тогда же, в 1654 году, у него появился интерес к учёбе. Вскоре за выздоровлением, в марте 1655 года, последовала смерти матери, которой он пообещал стать священником. Инкриз продолжал обучение под руководством Нортона и, вернувшись летом 1656 года в Гарвард, выпустился вместе со своим классом. Степень бакалавра ему не была присвоена, поскольку желание Инкриза представить диссертацию на тему рамистской логики не было поддержано тогдашним президентом колледжа, аристотелистом Чарльзом Чонси. 26 августа 1656 года Ричард Мэзер женился на вдове Джона Коттона, Саре.
Инкриз не видел для себя иной сферы деятельности, нежели проповедование. Летом 1657 года он дважды с успехом выступил в небольшой деревне близ Дорчестера, а затем в церкви своего отца. Как и многие его соученики, Инкриз задумывался о путешествии в Англию. В 1650 году туда уехали его старшие братья, Сэмюэл (1626—1671) и Натаниэл (1631—1697). Старшие братья Инкриза стали священниками-конгрегационалистами и достигли видного положения среди пуритан. Сэмюэл занимал пост чтеца в дублинской церкви Крайст-черч и был старшим феллоу Тринити-колледжа, именно он убедил отца, что Инкриз должен получить магистерскую степень в Англии. Навестив по дороге друзей отца в Ланкашире, молодой Мэзер прибыл в Дублин в сентябре 1657 года. Мало известно о годе, который Инкриз провёл в Дублине, кроме того, что его другом там был Джосайя Уинтер (Josiah Winter, сын провоста Сэмюэла Уинтера), что он там переболел оспой и 24 июня 1658 года получил степень магистра искусств. В то время 18-летний Инкриз подписывался на латинский манер Crescentius Matherus.
Из нескольких вариантов трудоустройства молодой магистр, по совету брата Натаниэля и капеллана Оливера Кромвеля Джона Хоу, выбрал приходскую церковь в деревне Грейт Торрингтон, Девоншир. Зиму 1658—1659 годов Инкриз провёл на новом месте, в 9 милях от Барнстапла, где служил Натаниэл. После смерти Кромвеля Хоу вернулся на своё прежнее место в Грейт Торрингтоне, а для Инкриза он подыскал место в гарнизоне на острове Гернси, куда тот и отправился в апреле 1659 года. Угрюмая каменная крепость и склонность местных жителей к проведению народных фестивалей не понравились молодому священнику, и он добился назначения викарием в Глостере. Совместно с шотландцем Джеймсом Форбсом он до начала февраля 1660 года проповедовал в старинной церкви Сент-Мери де Лоад, знаменитой находящейся там могилой легендарного короля бриттов Луция. К тому времени отношение к пуританам значительно ухудшилось, и Мэзер предпочёл вернуться на Гернси, где встретил Реставрацию Стюартов 31 мая 1660 года. Хотя большинство пуритан были амнистированы, началось возвращение приходских церквей прежнему духовенству, и братья Мэзеры были изгнаны со своих мест. Инкриз уехал в Дорчестер, Дорсет, где проповедовал вместе с Уильямом Бенном. Как Мэзер потом писал в своей автобиографии, он мог бы таким образом зарабатывать до £400 в год, если бы подписал согласие с Церковью Англии. Будучи же нонконформистом, он не получал никакой оплаты за свои труды. После подавления мятежа сторонников пятой монархии и казни их лидера Томаса Веннера, конгрегационалисты начали покидать страну. Натаниэль переехал в Роттердам, а Инкриз решил вернуться на родину.

### Карьера в Бостоне

#### 1660-е годы: первые труды и смерть отца
В августе 1661 года Инкриз Мэзер добрался до рыбацкой деревни на юго-восточном побережье Ньюфаундленда, через 10 дней оттуда отплыл на юг, и 1 сентября был в Бостоне. Через несколько дней Инкриз встретился в Дорчестере со своим отцом и братом Илизером, чуть ранее вернувшимся из Нортхэмптона. Как многообещающий образованный молодой проповедник из хорошей семьи, Инкриз получил множество предложений со всей Новой Англии, но сам он, как известно из его дневника, воспринимал своё нахождение в Массачусетсе как ссылку и предпочёл бы вернуться в метрополию. В сложившихся обстоятельствах единственным достойным вариантом стало присоединение ко Второй (Северной) церкви Бостона в качестве помощника её первого настоятеля Джона Майо, выступающего с проповедями за плату. Как прихожанин, Инкриз присоединился к церкви своего отца в Дорчестере. Через семь месяцев после своего возвращения, Инкриз женился на своей сводной сестре, 21-летней Мэри Коттон. Новобрачные переехали в бостонский дом Коттонов, расположенный неподалёку от Первой церкви, которым Мэри владела вместе со своими двумя братьями. Первый их ребёнок, сын Коттон (1663—1728), родился в феврале 1663 года. Далее родились дочери Мэри (в 1665 году) и Элизабет (в январе 1667 года) и сын Натаниэль (в 1669 году), потом ещё пять дочерей и сын. В новом доме Инкриз начал собирать библиотеку. К 1664 году его книжное собрание насчитывало более 700 наименований, не только христианских, но и классических авторов. Упорно занимаясь, Мэзер много запоминал, и свои проповеди читал по памяти. В Бостоне он познакомился к рядом богатых и влиятельных людей. Его ближайшим другом стал богатый торговец Сэмюэл Бач (Samuel Bache). Несколько лет спустя по соседству свой дом построил богатый пуританин сэр Томас Лейк (Thomas Lake), на его дочери Мэзер женился после смерти Мэри. В значительной степени мысли Инкриза Мэзера продолжали занимать дела нонконформистов Англии. Он вёл со своими английскими друзьями обширную переписку, получал и распространял новости о них. Когда приговорённые к смерти участники казни короля Карла I Уильям Гоффи и Эдвард Уолли бежали в колонии, Мэзер вступил в заговор по их укрывательству.
В марте 1662 года отец и сын Мэзеры представляли Дорчестер на созванном Генеральным советом Массачусетса синоде по вопросу принадлежности к церковной организации. Согласно доктрине конгрегационалистов, только «видимые святые», то есть люди с явным опытом христианского духовного возрождения, могли быть членами церкви. Таковыми, несомненно, были первые поселенцы и пуритане, претерпевшие гонения в Англии. Статус же прочих был не вполне ясен. Ко времени созыва синода преобладал взгляд о допустимости принятия в церковь тех, кто был крещён в детстве, не имел видимых признаков святости и вёл умеренный образ жизни — но не допущения их до причастия. Радикалы отрицали возможность крещение детей «святых», тогда как умеренное большинство допускало крещение всех потомков. Для Ричарда Мэзера вопрос был важен с личной точки зрения, поскольку его ставший фермером сын Тимоти (1628—-1684) не принадлежал к церкви, и, если новые правила были бы приняты, его детей могли отказаться крестить. Ричард Мэзер, Джон Нортон и преподаватель Гарварда Джонатан Митчелл поддержали предложение (Fifth Proposition, «Пятое предложение») о крещении внуков праведников, получившее название «Завет на полпути». Инкриз, его брат Илизер и Джон Майо были против, но их голоса не имели большого веса, хотя на их стороне был видный пуританин Джон Дэвенпорт. Хотя по результатам голосования Ричард Мэзер и его сторонники победили, Инкриз не сдался и участвовал в дальнейших протестах. Когда в октябре Генеральный совет утверждал решение синода, его аргументы были опубликованы. Программа радикалов была поддержана в обществе, и даже в Дорчестерской церкви не принимали «Завет на полпути». Через посредство Чарльза Чонси эссе против «завета» за подписями Инкриза, Илизера и Джона Майо было опубликовано в Лондоне. Инкриз убедил Дэвенпорта написать трактат «Another Essay for the Investigation of the truth» (1663) против решения о крещении, к которому сам написал предисловие. Вышедшее анонимно «Apologetical Preface to the Reader» стало первой опубликованной работой Инкриза Мэзера. По результатам эпизода с «заветом» Инкриз установил тесные связи с самыми благочестивыми людьми Массачусетса и зарекомендовал себя как главного защитника истинного конгрегационализма.
С лета 1662 года Мэзер проповедовал в Северной церкви. После того, как популярный, но не рукоположённый проповедник Майкл Пауэлл перенёс инсульт, Инкриз выступал с проповедями каждое воскресенье. Постоянная работа принесла годовой доход в размере £50. Хотя некоторые старые прихожане были недовольны манерой нового проповедника, его популярность среди местных жителей росла. В мае 1663 года Инкриз и Мэри перешли в Северную церковь, а в следующем году Инкриз подписал с ней формальный договор. Согласившись занять пост учителя, Икриз оговаривал возможность покинуть церковь, если Господь призовёт его в другое место, по причине «гонений», плохого здоровья иди недостаточной оплаты. Дата рукоположения была назначена на 27 мая 1664 года, несмотря на мнение, что городским властям не следовало бы поощрять противника решения синода. Впрочем, несмотря на богословские расхождения, отношения с отцом остались хорошими, и в назначенный день Ричард Мэзер вместе с Джоном Майо произвели ординацию. Следующие месяцы были наполнены духовными метаниями и сомнениями вплоть до атеизма, огорчения от скудного дохода были причиной депрессии и желания уехать на Барбадос. В 1664 году, после смерти Джона Эндикотта, губернатором Массачусетса стал Ричард Беллингем, с которым у Инкриза сложились дружеские отношения. В 1665 году начали распространяться слухи, что некий иудей в Сирии по имени Шабтай Цви объявил себя мессией. Мэзер впервые услышал о нём 12 февраля 1666 и пришёл в чрезвычайное возбуждение, поскольку, согласно Рим. 11:26, за приходом иудейского мессии должно было последовать обращение евреев и скорый конец света. Изучив труды радикальных милленаристов Гисберта Воеция, Джозеф Мида, Томаса Брайтмана и других, Инкриз начал серию ежемесячных проповедей на данную тему, но, под давлением коллег, был вынужден оставить её. В тот же период он начал писать биографию своего тестя Джона Коттона; она никогда не была опубликована, и её рукопись утрачена. Также неопубликованной остался труд «Power of the Magistrates», в котором обосновывалось право властей вмешаться в спор о крещении. Весну и лето 1666 года Мэзер посвятил заботам об обращении иудеев, а в мае 1667 года начал собирать свои прозелитические проповеди. Результатом стала книга «The Mystery of Israel’s Salvation», опубликованная в Лондоне в 1669 году с предисловием Дэвенпорта и Уильяма Гринхилла. В своих проповедях Мэзер придерживался духовного и мистического направления милленаризма, отрицая физическое присутствие Сатаны в мире. Хотя знамения указывают на скорое наступление предсказанных событий, всё произойдёт не вполне буквальным образом. Инкриз критиковал людей Пятой монархии за их «плотский милленаризм», ошибочно отождествивших текущие события с пятой и седьмой чашами из Книги Откровения.
Весной 1669 года обострились противоречия между прихожанами Первой церкви, от которой после смерти Джона Нортона откололась группа противников «завета на полпути». Они не приняли в качестве священника Дэвенпорта и требовали созыва синода для разрешения конфликта. Синод был созван и, несмотря на преклонный возраст и многочисленные болезни, его председателем был назначен Ричард Мэзер. 13 апреля Мэзер-старший попытался войти в церковь, но его не пустили внутрь. В тот же день старый священник заболел и через неделю скончался в своём доме в Дорчестере в возрасте 73 лет. Согласно написанной Инкризом в следующем году биографии отца, перед смертью Ричард завещал сыну заботиться о «Подрастающем Поколении в этой Стране» и подтвердил свою приверженность «Пятому предложению». Возможно впрочем, что сцена у ложа умирающего была выдумана. Вскоре последовали новые удары: Дэвенпорта обвинили в подделке подписи, в июле умер брат Илизер. Утраты пошатнули уверенность Инкриза в своей правоте по вопросу крещения, и с целью восстановления душевного равновесия он принял решение написать несколько книг. Первой из них летом 1670 года была написана биография отца «The Life and Death of that Reverend Man of God Mr. Richard Mather» («Жизнь и смерть преподобного божьего человека м-ра Ричарда Мэзера»), изданная анонимно в Кембридже той же осенью. «Жизнь и смерть» стала одним из первых произведений биографического жанра, написанным в Америке. За ней последовал латинский трактат, продолживший первую книгу об обращении евреев. Книга «Diatriba de Signo Filii Hominis, et de Secundo Messiae Adventu» («Рассуждение о знаке Сына человеческого и Втором пришествии мессии») была написана зимой 1670/1671 годов, но впервые издана десять лет спустя в Амстердаме. В тот же период им был написан трактат о крещении, оставшийся неопубликованным. Четвёртой обещанной и написанной книгой стало практическое руководство для верующих, «Подрастающего Поколения», основанное на последних проповедях Илизера. Книга, названная «A Serious Exhortation to the Present and Succeeding Generation… Being the Substance of the Last Sermons Preached by Eleazar Mather» была впервые издана в Бостоне в 1671 году и дважды переиздавалась за время жизни Инкриза. Написание четырёх запланированных книг не принесло Мэзеру успокоения, и в своём дневнике он писал о мучающих его ночных кошмарах и меланхолии. Некоторое успокоение принёс переезд в предоставленный церковью новый дом на Северной площади. Окончательно его духовное и физическое здоровье восстановилось после пережитого на летних каникулах 1671 года в деревне Линн религиозного опыта, который сам священник сравнивал со вторым обращением. Свои религиозные переживания и мысли по поводу смерти отца нашли отражение в шести проповедях, составивших книгу «Some Important Truths about Conversion» («Некоторые важные истины по поводу обращения»), опубликованную в Лондоне в 1674 году.

#### 1670-е годы: духовный лидер Бостона
Вплоть до начала 1670-х годов Инкриз Мэзер находился в угнетённом состоянии духа из-за своей бедности. Перемены к лучшему, как и предоставление ему дома, произошли вследствие прихода в церковь двух богатых прихожан, сэра Томаса Темпла и капитана Томаса Лейка. Тем временем семья священника постепенно росла, хотя дети часто и тяжело болели. Старший сын Коттон демонстрировал выдающиеся успехи в учёбе и благочестии, и летом 1674 года его отправили учиться в Гарвард-колледж, где к тому времени Инкриз стал одним из попечителей. После смерти президента Чонси в 1671 году и назначения на его место Леонарда Хоара колледж находился в глубоком кризисе, растеряв почти всех студентов и преподавателей. Многие обвиняли в сложившемся положении Хоара, но Мэзер поддерживал его жёсткий подход к дисциплине. Его назначение на пост президента колледжа обсуждалось, но Инкриз пока не был готов оставить Бостон ради сельского Кембриджа. Тем не менее он всё более активно включался в управление делами образовательного учреждения, оставив руководство Уриану Оуксу.
В феврале 1674 года Мэзер произнёс первую из своих знаменитых проповедей, иеремиаду «The Day of Trouble is near» («День смятения близок») на Иез. 7:7; с предисловием Оукса она была издана в том же году. В ней Инкриз, ссылаясь на грехи своей страны и наблюдаемые признаки божественного неудовольствия, предсказывал Новой Англии разнообразные бедствия, в которых истинно верующие пострадают, но не будут уничтожены. Начавшаяся в следующем году кровопролитная война Короля Филипа стала для многих исполнением пророчества. В 1675 году Мэзер начал подбирать проповеди для своей новой книги «The Mystery of Christ» («Тайна Христа»), которая ввиду различных обстоятельств вышла в свет только в 1686 году. После начала восстания индейцев, в октябре 1675 года Инкриз повторно обратился к теме «День смятения близок», зачитав перечень грехов из прошлой проповеди. По мнению священника, война стала следствием отступничества людей, обмирщения «святых», проявляющейся в новой моде гордыне, отсутствия почтения к родителям, учителям и священникам, притеснения торговцев и ремесленников на рынках. Выступление Мэзера произвело на Генеральный совет столь значительное впечатление, что уже 3 ноября 1675 года был принят закон против «провоцирования зла» («Provoking Evils»). Не все требования Мэзера были учтены, но, например, ношение длинных волос мужчинам было запрещено. Присутствие на субботних службах до самого конца становилось обязательным. Детей, если они пропускали субботнюю проповедь, следовало пороть, либо накладывался штраф на их родителей. Особое внимание в законе уделялось алкоголизму, с которым Мэзер уже давно вёл борьбу. С точки зрения Мэзера, данный закон был более важен для ведения войны против индейцев, чем меры, предпринимаемые губернатором Джоном Левереттом, но его мнение разделяли далеко не все. В мае 1676 года, когда в войне наступил перелом в пользу англичан, с призывом к разуму и умеренности перед Генеральным советом выступил молодой священник из Ипсуича Уильям Хаббард. Соглашаясь с Мэзером в том, что Господь избрал Новую Англию местом духовной битвы, Хаббард признавал главной опасностью не причёски и одежду, а «духовную гордыню». Мэзер, к моменту выступления Хаббарда работал над историей войны с индейцами, которую хотел поместить в контекст общего провиденциального замысла. Хаббард, с другой стороны, объяснял войну как чисто мирское предприятие, относящееся к движению и снабжению войск. Желая опровергнуть его, Мэзер прибег к форме памфлета, изложив пуританский взгляд на происходящее в эссе «An Earnest Exhortation to the Inhabitantsof New England» («Строгое увещевание жителям Новой Англии»). Написанное в спокойном тоне «Увещевание» было адресовано политикам, чьим небрежением плохо исполняются законы, что вызывает гнев Бога и приводит к войнам. Вновь Инкриз обратился к проблеме пьянства, призывая вернуться к временам трезвенникам-первопоселенцев (хотя ещё были живы те, кто помнил обратное). Также священник в своём эссе осудил английских военных, во время войны убивавших индейцев без разбору, не только язычников, но и крещёных. Источником зла Мэзер называл неуёмное желание колонистов захватывать земли индейцев, удаляясь от городов и церкви. Понимая, что поражение индейцев и новые захваты их земель неизбежны, Мэзер требовал распространения образования на новых территориях. «Увещевание» и «Краткая история войны с индейцами в Новой Англии» были изданы после окончания войны, осенью 1676 года. Зимой книгу отпечатали в Лондоне и, пока весной 1677 года не поступила в продажу светская «История» Хаббарда, было продано около 500 экземпляров.
В ноябре 1676 года сгорели Северная церковь и дом Мэзеров. В пожаре была утрачена библиотека священника. Большую часть 1677 года семья жила в арендованном жилье, там же родилась дочь Эбигейл. Летом был, наконец, продан старый дом Коттонов, и на долю Мэри Инкриз смог купить участок земли на Гановер-стрит рядом с перестроенной церковью. В пожаре, как и в войне, Инкриз видел очередное предупреждение человечеству. Когда весной 1677 года ему доверили выступить перед новым созывом Генерального совета, в своей проповеди «The Danger of Apostasy» («Опасность отступничества») Мэзер взывал к магистратам и священникам о недопущении впадения Новой Англии в пучину греха. Обвиняя представителей своего поколения, которые «и судей они не слушали, а ходили блудно вслед других богов и поклонялись им, скоро уклонялись от пути, коим ходили отцы их, повинуясь заповедям Господним» (Суд. 2:17), Инкриз указывал на новые города, которые строили без единой церкви, и на дозволение проповедовать баптистам и квакерам — обе группы устраивали свои собрания в Бостоне с 1674 года. Вина священников в том, указывал Мэзер, что они пренебрегают работой над возрождением душ. Проповедь вызвала раздражение губернатора Леверетта и Совета и не была опубликована.
К 1671 году Мэзер пришёл к принятию «завета на полпути». На перемену мнения его натолкнули размышления над списком прихожан его церкви, из которого невозможно было понять точно, кто и где был крещён, и как далеко он продвинулся в своём духовном возрождении. Свою роль сыграло и постепенное принятие позиции отца и богословов его поколения. Обнародование своих новых взглядов Инкриз отложил до 1675 года, когда вышли две его книги, «First Principles of New-England» («Главные принципы Новой Англии») и «Discourse Concerning Baptism» («Рассуждение о крещении»). Развивая свою мысль в одной из проповедей 1678 года, он уточнял, что вопрос состоит не в судьбе внуков «видимых святых», а в общем принципе членства в церкви на основе принадлежности к благочестивой семье: «Действительно, бывают избранные дети у не-избранных родителей, но мало у каких избранных родителей дети не будут избранными». Против такого подхода, противоречащего основам конгрегационализма, решительно возражал брат Натаниэль, с 1672 года служивший в Дублине. Дневниковые записи Мэзера 1670-е годов наполнены эмоциональными молитвами о судьбе его детей, что, в целом, противоречило воспитательному подходу пуритан. В популярных детских книгах того времени, «Знак для детей» Джеймса Джейнвея и поэме «Роковой день» (1662) Майкла Уиглсворта, упор делался на устрашении и покаянии. Юных пуритан убеждали в том, что если они окажутся грешниками, то на Страшном суде их родители будут свидетельствовать против них, и лучше бы им в таком случае вообще было не рождаться. Так в своё время говорил Ричард Мэзер своему сыну, и так сам Инкриз воспитывал собственных детей. В одной из своих наиболее популярных проповедей по случаю казни «The Wicked Man’s Portion» («Удел порочного человека»), Мэзер утверждал, что непослушание родителям является страшным грехом, и непослушные дети, если не умрут преждевременно сами, неизбежно попадут на виселицу. Летом 1678 года в Новую Англию пришла эпидемия оспы. Инкриз переболел в 1659 году в Ирландии и ему болезнь была не страшна, старшие сыновья Коттон и Натаниэль и младшие дети, трёхлетний Сэмюэл и годовалая Эбигейл, тоже перенесли заболевание легко, но средние дети — семилетняя Сара и старшая дочь Мария были на грани смерти. К счастью, никто в семье Мэзеров не умер, но во всём Бостоне к началу октября погибло более 1000 человек.
16 марта 1679 года умер губернатор Леверетт, и исполняющим обязанности, до всеобщих выборов в мае, был назначен Саймон Брэдстрит. Престарелый Брэдстрит пользовался большим уважением у колонистов и, как представлялось Мэзеру, был более склонен к тому, чтобы поддержать благочестивые устремления. В мае, когда его полномочия были подтверждены, Мэзер вместе с 18 другими священниками выступил с петицией к Генеральному совету о проведении всеобщего синода. Целью собрания, помимо оживления религиозной жизни, заявлялось возобновление завета между Богом и его избранным народом, пуританами Массачусетса, в ходе особой церемонии. Хотя «обновление» заветов отдельными церквями в Новой Англии было довольно распространено, не все были согласны с тем, что оно имеет достаточное обоснование в Библии. Синод был открыт 10 сентября 1679 года, однако был отложен на неделю, чтобы в нём могли принять участие делегаты-миряне. 17 сентября начались обсуждения, и первым делом была подтверждена верность Кембриджской платформе 1648 года. Некоторая дискуссия состоялась по поводу порядка экзаменования лиц, допускаемых к причастию — было решено, что оно не должно быть очень строгим. Далее синод выступил с рекомендациями, многие из которых были взяты из более ранних проповедей Мэзера. Одна из рекомендаций касалась поощрения религиозного образования и изучения «хорошей литературы». Церемония возобновления завета в Северной церкви состоялась 17 марта 1680 года, на ней Мэзер выступил с проповедью «Returning unto God the great Concernment of a Covenant People» («Возвращение к Богу великое дело людей завета»). В мае синод собрался снова по вопросу принятия исповедания веры. По предложению Мэзера была принята Савойская декларация, составленная английскими индепендентами в 1658 году.

#### Первая половина 1680-х годов: наука и религия
Летом 1680 года Инкриз тяжело болел, и выздоровление к сентябрю дало ему новых душевных сил, убедив в наличии божественных планов на его счёт. Синод 1679 года считался успехом Мэзера, и в дальнейшем руководство колонии нередко оказывало ему знаки внимания, удостаивая визитов и приглашая на обеды. В результате он прочно утвердился как консервативный лидер своего поколения, успешно находя баланс между теми, кто хотел упростить вступление в общину и требовавшими большей строгости антипедобаптистами. В конце 1670-х бостонским баптистам, долгое время скрывавшемся на Ноддлс-Айленде было дозволено вернуться в город, и их лидер Джон Рассел (John Russell of Worcester) немедленно вступил в полемику с Мэзером. Совместно с Сэмюэлом Уиллардом из Третьей церкви он издал ответ на памфлет Рассела. Уже после смерти последнего зимой 1680 года Уиллард составил новое опровержение («Ne Sutor Ultra Crepidam»), к которому Мэзер подготовил предисловие. Гнев священников вызывал не баптизм как таковой, а то, что своей церковной организацией они вносили смуту в и без того не большую общину.
Влияние, которое приобрёл в 1670-е годы Инкриз Мэзер, в значительной степени обусловлено широким распространением его трудов. К тому времени в Новой Англии было только два печатных станка. Один из них первоначально принадлежал Генри Данстеру, а затем был продан Гарвард-колледж. Второй был приобретён английскими пуританами для миссии Джона Элиота — на нём в Кембридже была отпечатана в 1663 году «Индейская Библия». Власти Массачусетса долго не согласовывали перенос типографии в Бостон, и вопрос окончательно решился только в конце 1674 года. Мэзер был назначен одним из членов лицензионного комитета типографии. Типографом стал Джон Фостер, которого Инкриз знал ещё ребёнком в Дорчестере. Именно Фостер изготовил ксилографическую гравюру с портретом Ричарда Мэзера для его биографии и иллюстрации для «Увещевания». Инкриз Мэзер один из первых оценил возможности, открываемые книгопечатанием для распространения идей, и стал постоянным заказчиком Фостера. Его проповеди не были очень длинны и были написаны простым и ясным языком. Помимо собственных книг на различные темы, Мэзера другие священники часто приглашали написать предисловие к книгам своих проповедей. Астрономические наблюдения Фостера увлекли Мэзера, и он начал много читать книг по астрономии, особенно про кометы. В январе 1681 года он суммировал свои мысли о связанных с кометами предзнаменованиях в проповеди «Heaven’s Alarm to the World», вскоре напечатанной Фостером. В последующие месяцы Мэзер, засиживаясь за полночь в библиотеке Кембриджа изучил «Кометографию» Яна Гевелия, труды Риччоли, Кеплера, Любенецкого и других астрономов XVII века. Там же он с помощью телескопа колледжа наблюдал комету Галлея. Воодушевляемый примером Лондонского королевского общества, Мэзер в апреле 1683 года обсуждал с Уиллардом возможность основания аналогичной организации в Бостоне. Заседания Бостонского философского общества проходили до декабря, после чего прекратились по причине недостаточного числа в достаточной степени образованных людей в городе. Результатом астрономических исследований стали несколько книг: «Kometographia, Or a Discourse Concerning Comets» (1683), «An Essay for the Recording of Illustrious Providences» (1684), «The Doctrine of Divine Providence» (1684), посвящённых вопросу о том, каким образом Бог осуществляет своё участие в делах человечества. Придерживаясь общего для пуритан мнения о существовании двух сфер божественного правления, «естественной» и «сверхъестественной», для Мэзера не составляло противоречия обсуждать научные проблемы. В своей «Кометографии» он, посвятив первые две главы аккуратному изложению текущего состояния научных исследований, в оставшейся части книги рассматривает влияние комет на человеческую историю. В отличие от периодического движения планет, появление комет уникально и потому предвещает большие потрясения. Так, первая известная комета стала знамением смерти Мафусаила и наступления Великого Потопа. Относительно того, являются кометы причиной или знамением, Мэзер придерживался второй, традиционной для Новой Англии, точки зрения. Согласно его анализу, с начала мира за появлением кометы следовали войны и прочие бедствия. Мысль признать кометы причиной представляется логичной, но правильно их понимать как предупреждения, и «трижды счастлив тот, кто их умеет распознать». Размышления о кометах были продолжены в следующей книге, «An Essay for the Recording of Illustrious Providences». В «Эссе» Инкрих обратился к нескольким актуальным для своего времени вопросам: свидетельствам прямого вмешательства Бога в мирские дела, разнообразным явлениям, которое сложно объяснить исключительно материалистически. Мэзер придерживался мнения, что исчерпывающее объяснение молний, магнетизма, метеоров и химических процессов превосходит возможности человеческого разума. Произведение было направлено также против распространившегося в Европе скептицизма в отношении мира духов и существования колдовства, продолжая аргументацию недавно вышедшей книги Джозефа Гленвилла «Триумф саддукеев». В течение года работа над книгой была завершена, и «Эссе» увидело свет в 1684 году.
После смерти Уриана Оукса в 1681 году вновь встал вопрос о президенте Гарварда. Событие произошло как раз тогда, когда необходимо было провести церемонию присвоения звания молодым магистрам, в числе которых был и юный Коттон Мэзер. Попечители снова предложили пост Мэзеру, и тот его, как и ранее, «абсолютно и категорически» отклонил. После уговоров, Инкриз согласился провести церемонию, и 9 августа 1691 года Коттон получил диплом из рук отца. Попечители продолжали настаивать, чтобы Инкриз занял пост президента колледжа. С одной стороны, назначение было крайне почётным, с другой — Кембридж ничуть не изменился со времён его первого отказа, оставшись деревней. Размышления затянулись до октября, и, хотя их итогом стал очередной отказ, Мэзер ещё сильнее сблизился с коллективом колледжа. Зимой 1681—1682 заседания корпорации часто проходили в его доме, визиты в библиотек колледжа стали ещё чаще. Разбирая присылаемые в Гарвард книги, Мэзер выкупал дубликаты, сформировав тем самым библиотеку, которую впоследствии унаследовал Коттон. Не приняв избрание президентом Джона Роджерса, Мэзер вышел из корпорации. С 1680 года Коттон раз в неделю читал проповеди в Северной церкви, и как ассистент своего отца получал оклад £70 в год. Инкриз не считал правильным работать совместно с сыном, и неоднократно предлагал взять на его место кого-то другого. Возможно, он не одобрял чрезмерного религиозного рвения сына, возможно, завидовал его одарённости и энергичности. Предложение от прихожан провести ординацию Коттона поступило в 1682 году, но Инкриз откладывал её три года. В то же время дневниковые записи свидетельствуют об общем удовлетворении жизнью. В 1680-е годы регулярно издавались новые сборники его проповедей. Помимо творчества, радость приносило общение с большой семьёй — восемью детьми и беременной женой. Инкриз поддерживал отношения с оставшимся в Дублине братом Натаниэлем — слал ему свои портреты, просил прислать для публикации в Бостоне проповеди. Часть переписки с братом была посвящена публикации богословского наследия их давно скончавшегося старшего брата Сэмюэла. Идеи Сэмюэла в области христианской типологии оказали влияние также на Коттона Мэзера. Переживая счастливый период своей жизни, в 1685 году на основе многотомных дневников Инкриз начал писать автобиографию. Одной из её идей было обоснование своей избранности к спасению — ведь если не так, и он окажется не спасён, то каким же это окажется разочарованием для всех тех, кто вёл менее праведный образ жизни! Текст получился плохо структурированным, и на тот момент Инкриз решил его не публиковать.

#### Политический лидер и президент Гарварда
После Реставрации Англия не сразу смогла восстановить контроль над своими американскими владениями. В 1675 году Карл II реорганизовал управление колониями, поручив руководство ими Лордам торговли и плантаций. Последние начали строить планы по отзыву хартии Массачусетса и превращению его в королевский доминион. Составлявшие «умеренную» партию сторонники сближения с метрополией не были приверженцами пуританского аскетизма и представляли состоятельную часть общества. Многочисленная «народная партия» опиралась на менее образованных и богатых граждан, в своём большинстве придерживавшихся консервативных взглядов. Из занимающих выборные должности, магистраты тяготели к первым, а депутаты от поселений — ко вторым. Религиозные деятели, как правило, поддерживали магистратов, но должны были учитывать мнение прихожан, настроенных оппозиционно к Церкви Англии. Инкриз Мэзер примкнул к «умеренным», и в 1681 году поддержал идею отправить в Лондон представителей Массачусетса для ведения переговоров относительно хартии и претензий короля по поводу преследований англикан и квакеров. Оба посланника, Джозеф Дадли и Джон Ричардс, были ему хорошо известны. Итогом их миссии стал выпущенный в 1683 году судебный приказ Quo warranto, предписывающий пуританам колонии самим отменить хартию без суда взамен на обещание её перевыпуска королём без существенных изменений. В противном случае, ответственные будут отвечать за своё противодействие лично в Англии. При таких обстоятельствах Мэзер примкнул к «народной» партии. В декабре он выступил перед полноправными горожанами (то есть мужчинами, прихожанами церквей) Бостона с речью, в которой, ссылаясь на ветхозаветные прецеденты и пример Нью-Гэмпшира, где события развивались быстрее, призывал не подчиняться указаниям из Уайтхолла. Выступление было воспринято с энтузиазмом, что стало первым политическим успехом Мэзера. Его высказывания обратили на себя внимание колониального администратора Эдварда Рэндольфа, отмечавшего в своих записках, что если Мэзер и такие как он будут продолжать в таком духе, некоторые из них попадут к дьяволу. Подозрения в адрес Мэзера усилились после обнаружения его возможной связи со скрывающимся в Амстердаме графом Шефтсбери. Оправдаться против обвинений в участии в заговоре стоило значительных усилий.
В июле 1684 года умер Джон Роджерс. После почти года безуспешных поисков замены, в марте следующего да попечители смогли уговорить Мэзера стать временным президентом Гарварда, согласившись с тем, что священнику не придётся покидать Бостон. Отказавшись от полагавшейся ему платы в £100, Инкриз с энтузиазмом принялся за исполнение новых обязанностей. Его первоочередными задачами стали укрепление дисциплины и расширение перечня изучаемых предметов. По новым правилам, студентам было запрещено заниматься торговлей, а обучаемым из высшего общества — притеснять малоимущих. Необходимость изучения древнегреческого и латыни студентами была воспринята отрицательно, но новый президент проявил настойчивость. Этика как отдельный предмет была исключена, поскольку Священное писание должно быть единственным моральным авторитетом. С другой стороны, преподавание современной физики было расширено за счёт изучения естественнонаучного компендиума учёного пуританина Чарльза Мортона. В сентябре 1685 года по инициативе Мэзера в университетскую корпорацию были приглашены два молодых феллоу, Джона Леверетта и Уильям Брэттл (William Brattle). Первый из них был внуком предпоследнего губернатора колонии, и впоследствии стал президентом Гарвард-колледжа. Сын второго в следующем столетии был значительным церковным и военным деятелем в Массачусетсе. При деятельном участии новых феллоу в колледже возродилась традиция студенческих диспутов, на которых изредка председательствовал сам Мэзер. Тем временем поиски постоянного президента продолжались. Одним из кандидатов был Мортон, но из-за неопределённости со статусом колонии договориться с ним не удалось.
В середине 1680-х годов, Инкриз Мэзер заявил о себе как о защитнике общественной нравственности. В ноябре 1685 года, впервые за несколько лет, в Бостоне появился учитель танцев, что вызвало возмущение пуритан. В феврале следующего года Мэзер выступил с проповедью, которая была опубликована под названием «An Arrow against Profane and Promiscuous Dancing Drawn out of the Quiver of the Scriptures» («Стрела против мирского и развратного танца, выпущенная из колчана Писаний»). Прибегнув к переполненной неуклюжими неологизмами фразеологии, священник выступил в роли пророка Иеремии, прозревающим конец света в связи с распространившимися разнополыми танцами. Танцы женщин с женщинами и мужчин с мужчинами Мэзер полагал допустимыми. Цель выступления, ставшего первым антитанцевальным трактатом в Америке, была достигнута — танцор был оштрафован и изгнан из города. В 1686 году вышла вторая известная проповедь Мэзера по случаю казни «A Sermon Occasioned by the Execution of a Man found Guilty of Murder». Вместе со стоим сыном Коттоном и ещё одним священником Первой церкви, он обратился к пастве по поводу резонансного убийства. Тогда же в Бостон начали постепенно возвращаться и прочие мирские обычаи: выписка, карточные игры, петушиные бои, фейерверки, клятвы и ругань. В 1687 году Мэзер опубликовал в Лондоне трактат против «светских суеверий» «A Testimony Against Several Prophane and Superstitious Customs», благодаря чему возмущавшее пуритан майское дерево было снесено. Таким же образом («A Brief Discourse Concerning the Unlawfulness of the Common Prayer Worship», 1686), но без результата, Инкриз протестовал против распространения в Бостоне англиканской церкви.
В декабре 1686 года губернатором доминиона Новая Англия стал сэр Эдмунд Андрос, начавший свою деятельность с повышения налогов и притеснения местного самоуправления. Не видя возможности открыто протестовать, Инкриз Мэзер предложил в качестве стратегии сопротивления обратиться к королю Якову II с выражением благодарности за принятие им Декларации о снисхождении. Яков, ощущавший недостаток поддержки своей политики, с признательностью принял письмо из Бостона. Опираясь на декларацию, Мэзер выступил в защиту священника Джона Вайза, протестовавшего против повышения налогов. По приказу Рэндольфа Мэзер был арестован по обвинению в клевете, но оправдан судом. Преследования не смогли помешать планам священника отправить в Лондон и встретиться с королём. 7 апреля 1688 года Мэзер со своим сыном Сэмюэлем отплыл на корабле President.

### 1688—1691: представитель Массачусетса в Лондоне
Прибыв в Англию, Инкриз первым делом направился в Дорчестер, где прочитал воскресную проповедь. Далее он с сыном в течение всей весны посещали различные диссентерские академии и пуританские общины. Организованная нонконформиста Стивеном Лоббом встреча с королём состоялась 30 мая 1688 года в Уайтхолле. Мэзер изложил своё дело, и Яков II заверил его в своём расположении. Вечером Мэзер отобедал с Лоббом и лидером квакеров Уильямом Пенном. 1 июня Мэзер встретился с королём в его личных покоях. На этот раз разговор был более обстоятельным. Иаков II попросил американского священника письменно изложить претензии к Андросу. Проведя следующий месяц в разъездах вокруг Лондона, Мэзер смог встретиться с королём в третий раз 2 июля в сопровождении Лобба и другого известного нонконформиста, Джона Оуэна. Основными положениями представленной королю петиции были подтверждение прежних прав на землю, создание избираемого собрания и выдача королевской хартии Гарвард-колледжу. Поскольку Мэзер не стал прибегать к пуританской риторике, его просьбы были восприняты положительно, и на заседании Комиссии по торговле и плантациям 10 августа всё, кроме созыва ассамблеи, было подтверждено. Вплоть до октября Мэзер занимался организацией бюрократического оформления принятого решения. Представляясь всем как ректор бостонского колледжа, Мэзер значительно расширил круг своих знакомств. Летом он нашёл время позировать голландскому художнику ван дер Сприту. 26 сентября и 16 октября прошли последние аудиенции, а 5 ноября на южном побережье страны высадился Вильгельм Оранский и началась Славная революция. В конце года пришла весть о смерти в Салеме сына Натаниэля. Со скорбью об утрате, но и с надежной на духовное возрождение юного Сэмюэла, а также желая предупредить ожидаемое изменение в политике парламента, Инкриз подготовил и издал памфлет «A Narrative of the Miseries of New England».
В изменившейся обстановке Инкриз Мэзер обратился к новым союзникам. Среди них были перешедший на сторону оранжистов старый фаворит Кромвеля 4-й барон Уортон и сыновья давнего спонсора миссионерских предприятий в Новой Англии торговца Генри Эшерста. 8 января 1689 года Уортон познакомил Мэзера с Вильгельмом Оранским. Итог их встречи был в целом положительным для американских колонистов, поскольку Андрос, единственный из королевских губернаторов, не был сразу же переназначен. Следующие недели Мэзер посвятил тому, чтобы обещания Вильгельма были исполнены исполнительной и законодательной ветвями власти. Весной он был активным участником борьбы вместе с симпатизирующими пуританам вигами за принятие Корпоративного билля, призванного восстановить отменённые в предыдущее царствование хартии. В поддержку билля и против усиления контроля над колониями Мэзер выпустил два анонимных памфлета, «New England Vindicated» и «A Further Vindication of New England». Отличие от его предшествующих произведений, изложение ведётся в рамках политической, а не религиозной риторики. Летом 1689 года Инкриз издал краткий очерк итории Массачусетса «A Brief Relation of the State of New England». Весной того же года священник посетил Гринвичскую обсерваторию, где имел беседу с астрономом Джоном Флемстидом. Хотя усилиями Мэзера и его сторонников перспектива восстановления хартии Новой Англии представлялась несомненной, в апреле началось Бостонское восстание против губернатора Андроса. Мэзер поспешил разъяснить королю верноподданность мятежников, не осведомлённых о принятых в Лондоне решениях. Вильгельм согласился с такой интерпретацией, и участники восстания не понесли наказания. В августе Инкриз и Сэмюэл Мэзеры планировали отправиться домой, но молодой человек заболел оспой, и поездку пришлось отменить. Осенью дебаты вокруг Корпоративного билля продолжились, поскольку тори воспользовались восстанием и тем фактом, что губернатора заключили в тюрьму, как предлогом для исключения хартий колоний и перечня возобновляемых документов. Ежедневные переговоры с участием Мэзера продолжались вплоть до февраля, когда Парламент был неожиданно распущен. Билль, таким образом, не был принял, что лишило смысла все предшествующие усилия Мэзера.
Правительство Бостона получило из Лондона в июне 1689 года приказ отправить Андроса, Рэндольфа и других в Англию. Бостон признал получение письма лишь в ноябре — задержка объяснима медленной связью между Англией и Новой Англией, но могла быть и намеренной. Заключенных освободили только в феврале 1690 года; к тому времени Комитет безопасности обработал доказательства и составил досье на четырнадцать человек. Массачусетс, получив в сентябре 1689 года добрые вести от Инкриза Мэзера, ещё не знал о провале Билля о корпорациях в парламенте. После приказа о возвращении Андроса и Рэндольфа временное правительство назначило Элайшу Кука и Томаса Оукса официальными агентами колонии в Англии, присоединив их к Мэзеру и сэру Генри Эшерсту. Им поручили добиваться возврата старой хартии с дополнительными привилегиями и главное — настаивать на обвинениях против Андроса для оправдания вооруженного восстания. Кук и Оукс представляли радикальное крыло спектра Бостона. Оба окончили Гарвард, практиковали медицину; в 1684 году Кук занял место Джозефа Дадли в Суде ассистентов, а Оукс стал спикером Палаты представителей во временном правительстве. В Англии Мэзер и Эшерст впервые стали официальными представителями Массачусетса. Два корабля почти одновременно отплыли из Бостона: один вез Эдмунда Андроса, Дадли, Рэндольфа и ещё одиннадцать человек; второй — Кука и Оукса. Агенты прибыли в Бристоль в конце марта и спешно добрались общественным экипажем до Лондона, сразу отправившись к Мэзеру. Сэр Генри Эшерст организовал аудиенцию у короля на следующей неделе и у королевы Марии — неделей позже. Группа Андроса тем временем достигла Лондона и направилась в Уайтхолл. Комиссия по торговле и плантациям потребовала от агентов представить письменные обвинения против Андроса. Четыре агента составили черновик, но отказались подписывать: их адвокат Роберт Хамфрис указал, что обвинения выдвинуты всем населением Массачусетса, а не агентами лично. Все понимали риск судебных исков в случае оправдания пленников. Мэзер позже отмечал: «Мы были бы детьми, подпиши мы обвинения, полагаясь лишь на их слова о доказательствах», особенно учитывая, что сами агенты не видели представленных улик.
Заседание Комитета в Уайтхолле 17 апреля 1690 года обернулось катастрофой для Массачусетса. Четыре агента колонии с юридическими советниками противостояли шестнадцати освобожденным узникам из Бостона, их защитникам и сторонникам. После оглашения обвинений Джозеф Дадли потребовал подписания документа авторами для возможности судебного ответа. Маркиз Кармартен поддержал требование. Представители Массачусетса настаивали, что обвинения выдвинуты «народом колонии». Сэр Роберт Сойер, защитник Андроса, назвал действия «сбродом, подстрекаемым фракцией». Кармартен отверг абстрактное понятие «народ», потребовав конкретных подписантов. Споры затянулись, часть комитета поддержала агентов, часть — узников. Кармартен объявил перерыв для доклада королю. 18 апреля Тайный совет снял все обвинения с Эдмунда Андроса и других. На следующий день узники получили аудиенцию у Вильгельма III. Инкриз Мэзер констатировал унижение колонистов: бывшие правители «триумфально оправдались», а агенты Новой Англии подверглись осмеянию. Возникла угроза повторного назначения Андроса губернатором: временное правительство Бостона провалило оборону северных границ, что успешно удавалось Андросу. Противники старой хартии усилили лоббирование в Англии. Купцы вроде Фрэнсиса Бринли и его сына Томаса, присутствовавшие на слушаниях, публично поддержали Андроса, называя восстание 1689 года «путём к анархии». К маю 1690 года Мэзер считал положение безнадёжным. Граф Монмут передал ему недовольство короля арестом без доказательств, заявив, что «агенты перерезали горло своей стране». Парламентские сторонники Мэзера были скомпрометированы. Лишь настойчивые личные усилия Мэзера предотвратили возврат Андроса или назначение аналогичной фигуры.